# كادير الجابوني
كادير الجابوني أو قادر جابوني (اسمه الحقيقي عبد القادر هيباوي) ولد في 11 مارس 1979 بباب الواد (الجزائر العاصمة)، و هو مطرب راي جزائري انطلق منذ عام 1999 وأشتهر في الجزائر ودول المغرب العربي وفرنسا ويعد من أشهر نجوم الراي حيث يلقب بسلطان الراي. أطلق عليه معجبوه لقب «الجابوني» أي «الياباني» وذلك نظراً لملامح وجهه، اللقب الذي لازمه واتخذه كإسم شهرة.

## حياته
ولد في الجزائر العاصمة في 11 مارس 1979 من أصول تمتد للجنوب الجزائري، وترعرع في حي باب الواد بالعاصمة الجزائرية. اهتم بالفن منذ طفولته رغم أنه لا ينحدر من عائلة فنية، ما لم يمنعه للتوجه للفن وإكماله دراسته الجامعية بالغرب الجزائري بولاية سيدي بلعباس تخصص محاماة.

## مسيرته الفنية
بالرغم من المحاولات الأولى التي قام بها الفنان كادير منذ أواخر التسعينيات حتى بدايات العام 2001 إلا أن انطلاقته الفعلية في عالم الغناء بدأت عام 2006 حيث أصدر ألبومه "La Brigada" وحقق نجاحا ملفتا في الجزائر ومكنه من الجلوس على عرش الأغنية وكسب قلوب محبينه ومنح له هذا النجاح دفعة إلى الانطلاقة للعالمية لكون فن «الراي» حقق تواجدا عالميا خصوصا في دول أوروبية بسبب نجاحات الفنانيين الجزائريين «الشاب خالد – فوديل» حيث حصد عدد جوائز على صعيد المغرب العربي وحققت حفلاته في أوروبا وأمريكا نجاحات كبيرة.
منذ أواخر التسعينيات وكانت محاولات كادير ناجحة ولكن في عام 2001 حقق خطوته الفعلية في الفن من خلال توقيعه عقدا مع شركة دنيا ميوزيك والتي أنتجت له أول فيديو كليب «بكاتني» ومن ثم نجاحه في ألبوم «لابريغاد» الذي حقق مبيعات عالية وأطلق عليه الصحفيون لقب «سلطان الراي الجزائري» كما تم إختيار أغنية «لابريغاد» كأحسن أغنية لصيف 2006 في الكثير من الإستفتاءات ومسابقات الأغاني. وفي عام 2009 أطلق كادير الجابوني ألبومه الثاني والذي ضم 8 أغاني تحت عنوان «ماينة» وحقق نجاحا كبيرا أيضا وفي عام 2009 أاطلق أيضا ألبومه الثالث والذي صور فيه أغنية «أوسكار» التي حصدت على نسب مشاهدات عالية على اليوتيوب ومن هنا بدأ كادير برسم طريقه الجديد في عالم «الراي الجزائري» من خلال اختياراته للكلمات والألحان التي مزج بها نكهات مختلفة عما قدمه في السابق.
خلال مسيرته الفنية قدم كادير حوالي 10 ألبومات غنائية حققت نجاحا على مستوى الجزائر والمغرب العربي حتى جاء موعد طرح البومه «حلم» عام 2018 وصور فيه عدد من الأغاني بطريقة الفيديو كليب بتقينة واحترافية مختلفة وكان ذلك من خلال شركته الخاصة «فيلا برود» كما أنه أنتج أيضا ألبومه السابق «حكاية» سنة 2016 أيضا ضمن شركة الإنتاج التي أطلقها.
شارك كادير الجابوني أيضا في العمل الفني الخاوة من خلال تأديته لأغنية «الجنيريك» وكان إختيار كادير يعد دعماً كبيرا للمسلسل في حد ذاته. وقد تم اختيار العمل كأفضل عمل جزائري لرمضان 2017، وقد تم اختياره أيضا لتأدية شارة المسلسل مع نجم الراي وهو الشاب نصرو
| التاريخ | الألبوم       | شركة الانتاج |
| 2006    | La brigade    | Dounia       |
| 2008    | Mania         | Dounia       |
| 2009    | Haba Haba     | Dounia       |
| 2010    | Bafana Bafana | Dounia       |
| 2011    | Mamamia       | Dounia       |
| 2013    | جرحي ما برى   | Dounia       |
| 2014    | باسيك معايا   | Villa pord   |
| 2015    | Mami Mami     | Villa pord   |
| 2016    | حكاية         | Villa pord   |
| 2018    | حلم           | Villa pord   |

## الجوائز
- Alegria Music Award 2013
- Kora Award 2011
- Most Nylueatia person 2017 Lebaon[4]
- أحسن أغنية لمسلسل «الخاوة» 2017[5]

تعاوناته الفنية:
على صعيد مشواره الفني جمع الفن بين كادير الجابوني وعدد من نجوم الراي والفنانين العرب من بينهم لالجيريانو ولاكريم والمغنية المغربية زينة الداودية، والتي حققت أغنيتهما أكثر من 85 مليون مشاهدة على موقع اليوتيوب.

## حياة شخصية
على الصعيد الشخصي، لم تكن حياته الشخصية مستقرة حيث تزوج ثم حدث انفصال بينه وبين زوجته التي أنجبت منه إبنا واحدا «رحيم».